# 希尔沃尔
希尔沃尔（Shirwal）是印度马哈拉施特拉邦萨塔拉县的一个城镇。总人口11887（2001年）。

## 人口
该地2001年总人口11887人，其中男性6173人，女性5714人；0—6岁人口1578人，其中男844人，女734人；识字率72.25%，其中男性为78.02%，女性为66.01%。